# Louis Morel
Pour les articles homonymes, voir Louis Morel (homonymie) et Morel.
Louis Morel est un maître écrivain actif à Bayeux à la fin du XVIe siècle.

## Biographie
Son nom complet est Louis Morel, sieur de La Garde.

## Œuvres

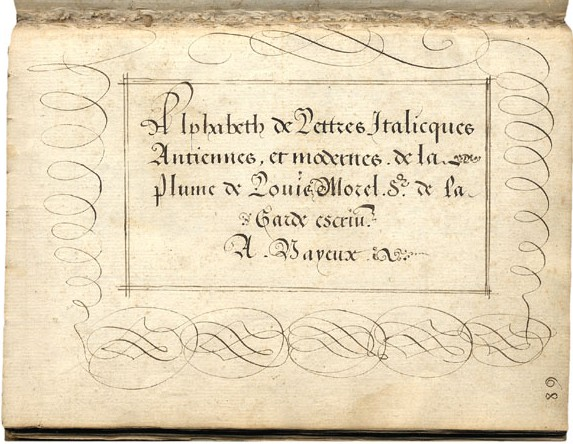
La page de titre de l'alphabet de lettres de Louis Morel, 1597.

On ne connaît de lui qu'un recueil manuscrit d'exemples, sur papier, de 69 feuillets, daté 1597, écrit à Bayeux, qui renferme divers spécimens de calligraphie, dont certains en couleur et à l'or. Il est divisé en deux sections : Alphabeth de escripture ronde francoyse, puis Alphabeth de lettres italicques antiennes et modernes....
Ce manuscrit a été proposé à la vente à Paris en 2005 ; il provient de la collection de l'érudit lyonnais Henry-Auguste Brölemann (1775-1854), puis de son petit-fils Arthur-Auguste Brölemann (1826-1904).